# Težina
Sila teža je sila koja djeluje na tijelo u gravitacijskom polju, a težina je sila kojom tijelo pritišće podlogu ili ovjes na kojem visi. Prema definiciji jakosti gravitacijskog polja težina je jednaka umnošku mase tijela m i jakosti gravitacijskog polja, to jest ubrzanja sile teže g:
{\displaystyle G=m\cdot g}
Kako je težina sila, mjerna jedinica je, kao i za sve sile, njutn (N). Obično se težinu vrlo često zamjenjuje s masom, ali je to, gledajući fizikalno, potpuno pogrešno.
NAPOMENA:
Pri računanju težine odnosno sile teže može doći do pomutnje jer se i težina i univerzalna gravitacijska konstanta označavaju sa slovom {\displaystyle G}. Stoge je u novijoj literaturi uobičajeno:
- težinu ne više zvati težina, već sila teža
- umjesto oznake {\displaystyle G} koristiti oznaku {\displaystyle F_{g}}

Tako dobivamo formuli s novim oznakama koja glasi: 
{\displaystyle F_{g}=m\cdot g}

## Gravitacija
Gravitacija ili sila teža jedna je od četiriju osnovnih sila (fundamentalne interakcije). Gravitacija (prema lat. gravitas: težina) je sila uzajamnog privlačenja između masa. Po Isaacu Newtonu, gravitacija je osnovno svojstvo mase. Sila teža samo je jedan specijalan slučaj općega zakona gravitacije. Po Albertu Einsteinu, gravitacija je posljedica zakrivljenosti prostorvremena. 
Newtonov zakon gravitacije ili opći zakon gravitacije iskazuje da se svaka dva tijela privlače uzajamno silom koja je razmjerna umnošku njihovih masa, a obrnuto proporcionalna kvadratu njihove međusobne udaljenosti:
{\displaystyle F_{g}=G\cdot {\frac {m_{1}\cdot m_{2}}{r^{2}}}\ }
gdje je:
- F - uzajamna sila privlačenja između dva tijela (kg), i vrijedi F = F1 = F2,
- G - univerzalna gravitacijska konstanta koja otprilike iznosi 6,67428 × 10−11 N m2 kg−2,
- m1 - masa prvog tijela (kg),
- m2 - masa drugog tijela (kg), i
- r - međusobna udaljenost između središta dva tijela (m).

### Newtonov zakon gravitacije
Isaac Newton je povezao Galilejeve zakone gibanja s Keplerovim zakonima o kretanju planeta i, uvevši mehaničku silu u astronomiju, izveo opći zakon privlačenja masa (1681.) ili poznatiji kao Newtonov zakon gravitacije. Prema tom zakonu svaka čestica materije privlači svaku drugu česticu materije silom (F) koja je razmjerna umnošku njihovih masa, a obrnuto razmjerna kvadratu njihovih udaljenosti i usmjerena prema njihovoj spojnici. To je bio temelj Newtonove ili klasične teorije gravitacije, koju su dalje matematički razradili Siméon Denis Poisson, Pierre-Simon Laplace, Joseph-Louis Lagrange i Jean le Rond d'Alembert.
U nebeskoj mehanici dovoljno je pretpostaviti da su nebeska tijela materijalne točke, koje prema veličini svojih masa uzajamno djeluju jedna na drugu. Međutim, može se dokazati, a to je već i Newton učinio, da svaka kuglasta homogena masa, ili masa sastavljena od homogenih koncentričnih slojeva, djeluje na bilo koje drugo tijelo istom silom kojom bi djelovala da je sva njezina masa koncentrirana u središtu kugle. Tako se dobiva da je sila kojom Zemlja privlači neko tijelo mase m jednaka F = m ∙ g, gdje je m masa tog tijela, a g ubrzanje sile teže:
{\displaystyle g=G\cdot {\frac {M\cdot m}{r_{0}^{2}}}\ }
gdje je:
- G - univerzalna gravitacijska konstanta koja otprilike iznosi 6,67428 × 10−11 N m2 kg−2,
- M - masa Zemlje (kg),
- m - masa tijela na Zemlji (kg), i
- r0 - polumjer Zemlje (m).

### Sila teža
Sila teža je rezultanta privlačne sile Zemlje i centrifugalne sile zbog Zemljine rotacije. Polje teže pregledno se može prikazati plohama jednakih vrijednosti potencijala teže koje se zovu ekvipotencijalne nivo-plohe. Geoid je po volji odabrana ekvipotencijalna nivo-ploha, koja prolazi određenom točkom srednje razine mora; u prvom približenju može se geoid predočiti rotacijskim nivo-sferoidom – algebarskom plohom višega reda koja je simetrična prema ekvatoru, a u drugom približenju rotacijskim elipsoidom. Sila teža određuje se apsolutno takozvanim reverzijskim njihalima, a relativno njihalima konstante duljine i statičkim gravimetrima.

### Ubrzanje Zemljine sile teže
Ubrzanje Zemljine sile teže (oznaka: g) ubrzanje je slobodnog pada u gravitacijskom polju Zemlje. Srednja vrijednost na površini Zemlje (razini mora) iznosi oko 9,81 m/s², a zbog vrtnje i spljoštenosti Zemlje mijenja se sa zemljopisnom širinom. Dogovorom utvrđena standardna vrijednost od 9,80665 m/s² koristi se kao fizikalna konstanta i mjerna jedinica, a označava se kao gn, g0  ili g.